# Microcoelia cornuta
Microcoelia cornuta là một loài thực vật có hoa trong họ Lan. Loài này được (Ridl.) Carlsward mô tả khoa học đầu tiên năm 2006.